# James Madison Memorial Building
James Madison Memorial Building är en byggnad i området United States Capitol Complex i den amerikanska huvudstaden Washington, D.C. och är en av tre byggnader som utgör USA:s kongressbibliotek. Den ägs och underhålls av den federala myndigheten Architect of the Capitol. Byggnaden ritades av arkitekten John George Stewart och byggnaden stod färdig 1980. Den är namngiven efter USA:s fjärde president James Madison.